# Hymedesmia
Hymedesmia is een geslacht van sponsdieren uit de klasse van de Demospongiae (gewone sponzen).

## Soorten
- Hymedesmia (Hymedesmia) agariciicola van Soest, 1984
- Hymedesmia (Hymedesmia) anatoliensis Gözcelíoglu, Van Soest, Alvarez & Konuklugíl, 2015
- Hymedesmia (Hymedesmia) anisostrongyloxea Bergquist & Fromont, 1988
- Hymedesmia (Hymedesmia) antarctica Boury-Esnault & van Beveren, 1982
- Hymedesmia (Hymedesmia) armigera (Bowerbank, 1882)
- Hymedesmia (Hymedesmia) atlantica Topsent, 1928
- Hymedesmia (Hymedesmia) aurantiaca Lévi, 1963
- Hymedesmia (Hymedesmia) baculifera (Topsent, 1901)
- Hymedesmia (Hymedesmia) barnesi Goodwin, Brewin & Brickle, 2012
- Hymedesmia (Hymedesmia) basiclavata Topsent, 1928
- Hymedesmia (Hymedesmia) basispinosa Lundbeck, 1910
- Hymedesmia (Hymedesmia) bocki Alander, 1942
- Hymedesmia (Hymedesmia) bonairensis van Soest, 2009
- Hymedesmia (Hymedesmia) bowerbanki Lundbeck, 1910
- Hymedesmia (Hymedesmia) brachyrhabda Lévi & Lévi, 1983
- Hymedesmia (Hymedesmia) bractea Lundbeck, 1910
- Hymedesmia (Hymedesmia) campechiana Topsent, 1889
- Hymedesmia (Hymedesmia) canadensis Ginn, Logan, Thomas & van Soest, 1998
- Hymedesmia (Hymedesmia) caribica Lehnert & van Soest, 1996
- Hymedesmia (Hymedesmia) castanea Sarà, 1964
- Hymedesmia (Hymedesmia) chlorosa Alander, 1942
- Hymedesmia (Hymedesmia) clavigera Lundbeck, 1910
- Hymedesmia (Hymedesmia) cohesibacilla Goodwin & Picton, 2009
- Hymedesmia (Hymedesmia) consanguinea Lundbeck, 1910
- Hymedesmia (Hymedesmia) cordichela Alander, 1942
- Hymedesmia (Hymedesmia) cratera Goodwin & Picton, 2009
- Hymedesmia (Hymedesmia) crelloides Burton & Rao, 1932
- Hymedesmia (Hymedesmia) crux (Schmidt, 1875)
- Hymedesmia (Hymedesmia) cultrisigma Lundbeck, 1910
- Hymedesmia (Hymedesmia) curacaoensis van Soest, 1984
- Hymedesmia (Hymedesmia) curvichela Lundbeck, 1910
- Hymedesmia (Hymedesmia) decepta (Kirkpatrick, 1907)
- Hymedesmia (Hymedesmia) depressa Topsent, 1928
- Hymedesmia (Hymedesmia) dichela (Hentschel, 1911)
- Hymedesmia (Hymedesmia) digitata Lundbeck, 1910
- Hymedesmia (Hymedesmia) donsi Alander, 1937
- Hymedesmia (Hymedesmia) dubia Lundbeck, 1910
- Hymedesmia (Hymedesmia) ebria Alander, 1937
- Hymedesmia (Hymedesmia) filans (Schmidt, 1868)
- Hymedesmia (Hymedesmia) filifera (Schmidt, 1875)
- Hymedesmia (Hymedesmia) flaccida Topsent, 1928
- Hymedesmia (Hymedesmia) gaussiana Hentschel, 1914
- Hymedesmia (Hymedesmia) gibbosa Goodwin, Picton & van Soest, 2011
- Hymedesmia (Hymedesmia) gisleni Alander, 1942
- Hymedesmia (Hymedesmia) gracilisigma Topsent, 1928
- Hymedesmia (Hymedesmia) grandis Lundbeck, 1910
- Hymedesmia (Hymedesmia) gregalis Koltun, 1970
- Hymedesmia (Hymedesmia) gunhildae Alander, 1942
- Hymedesmia (Hymedesmia) gustafsoni Alander, 1942
- Hymedesmia (Hymedesmia) hallmanni Topsent, 1928
- Hymedesmia (Hymedesmia) helgae Stephens, 1921
- Hymedesmia (Hymedesmia) inflata (Alander, 1937)
- Hymedesmia (Hymedesmia) inflata Vacelet, 1969
- Hymedesmia (Hymedesmia) irregularis Lundbeck, 1910
- Hymedesmia (Hymedesmia) jamaicensis van Soest, 1984
- Hymedesmia (Hymedesmia) jecusculum (Bowerbank, 1866)
- Hymedesmia (Hymedesmia) jugalis Topsent, 1928
- Hymedesmia (Hymedesmia) koehleri (Topsent, 1896)
- Hymedesmia (Hymedesmia) lacera Lundbeck, 1910
- Hymedesmia (Hymedesmia) laevistylus Lundbeck, 1910
- Hymedesmia (Hymedesmia) lamina Lundbeck, 1910
- Hymedesmia (Hymedesmia) lancifera (Topsent, 1906)
- Hymedesmia (Hymedesmia) latrunculioides Lundbeck, 1910
- Hymedesmia (Hymedesmia) lenta Descatoire, 1966
- Hymedesmia (Hymedesmia) leptochela Hentschel, 1914
- Hymedesmia (Hymedesmia) levis Lundbeck, 1910
- Hymedesmia (Hymedesmia) lobichela Topsent, 1928
- Hymedesmia (Hymedesmia) longistylus Lundbeck, 1910
- Hymedesmia (Hymedesmia) lundbecki Dendy, 1924
- Hymedesmia (Hymedesmia) macrosigma Lundbeck, 1910
- Hymedesmia (Hymedesmia) mamillaris (Fristedt, 1885)
- Hymedesmia (Hymedesmia) mannarensis Thomas, 1970
- Hymedesmia (Hymedesmia) manubriata (Topsent, 1928)
- Hymedesmia (Hymedesmia) mariondufresni Boury-Esnault & van Beveren, 1982
- Hymedesmia (Hymedesmia) matthesi Arndt, 1941
- Hymedesmia (Hymedesmia) mertoni Hentschel, 1912
- Hymedesmia (Hymedesmia) microchela Alander, 1942
- Hymedesmia (Hymedesmia) microstrongyla Bergquist & Fromont, 1988
- Hymedesmia (Hymedesmia) minuta Alander, 1935
- Hymedesmia (Hymedesmia) mollis Lundbeck, 1910
- Hymedesmia (Hymedesmia) mucronata (Topsent, 1904)
- Hymedesmia (Hymedesmia) murrayi Burton, 1959
- Hymedesmia (Hymedesmia) mutabilis (Topsent, 1904)
- Hymedesmia (Hymedesmia) norvegica Thiele, 1903
- Hymedesmia (Hymedesmia) nummota de Laubenfels, 1936
- Hymedesmia (Hymedesmia) nummulus Lundbeck, 1910
- Hymedesmia (Hymedesmia) occulta Bowerbank in Norman, 1869
- Hymedesmia (Hymedesmia) omissa Topsent, 1938
- Hymedesmia (Hymedesmia) orientalis Koltun, 1962
- Hymedesmia (Hymedesmia) oxneri Topsent, 1928
- Hymedesmia (Hymedesmia) pachychela Topsent, 1928
- Hymedesmia (Hymedesmia) palmatichela Topsent, 1928
- Hymedesmia (Hymedesmia) palmatichelifera van Soest, 1984
- Hymedesmia (Hymedesmia) pansa Bowerbank, 1882
- Hymedesmia (Hymedesmia) parva Stephens, 1915
- Hymedesmia (Hymedesmia) paupertas (Bowerbank, 1866)
- Hymedesmia (Hymedesmia) peachii Bowerbank, 1882
- Hymedesmia (Hymedesmia) pennata Brøndsted, 1932
- Hymedesmia (Hymedesmia) perforata Lundbeck, 1910
- Hymedesmia (Hymedesmia) pilata Bowerbank, 1882
- Hymedesmia (Hymedesmia) planca Lundbeck, 1910
- Hymedesmia (Hymedesmia) planisigma Topsent, 1928
- Hymedesmia (Hymedesmia) platychela Lundbeck, 1910
- Hymedesmia (Hymedesmia) plicata Topsent, 1928
- Hymedesmia (Hymedesmia) poicilacantha Alander, 1942
- Hymedesmia (Hymedesmia) procumbens Lundbeck, 1910
- Hymedesmia (Hymedesmia) prostrata Thiele, 1903
- Hymedesmia (Hymedesmia) proxima Lundbeck, 1910
- Hymedesmia (Hymedesmia) pugio Lundbeck, 1910
- Hymedesmia (Hymedesmia) rathlinia Goodwin & Picton, 2009
- Hymedesmia (Hymedesmia) rectirhaphis (Pulitzer-Finali, 1983)
- Hymedesmia (Hymedesmia) rhaphigena (Topsent, 1904)
- Hymedesmia (Hymedesmia) rissoi Topsent, 1936
- Hymedesmia (Hymedesmia) rugosa Lundbeck, 1910
- Hymedesmia (Hymedesmia) saccea (Schmidt, 1864)
- Hymedesmia (Hymedesmia) senegalensis Lévi, 1956
- Hymedesmia (Hymedesmia) serrulata Vacelet, 1969
- Hymedesmia (Hymedesmia) similis Lundbeck, 1910
- Hymedesmia (Hymedesmia) simillima Lundbeck, 1910
- Hymedesmia (Hymedesmia) spinata Calcinai, Bavestrello, Bertolino, Pica, Wagner & Cerrano, 2013
- Hymedesmia (Hymedesmia) spiniarcuata Lévi & Lévi, 1983
- Hymedesmia (Hymedesmia) spinosa Stephens, 1916
- Hymedesmia (Hymedesmia) splenium Lundbeck, 1910
- Hymedesmia (Hymedesmia) stellifera Goodwin & Picton, 2009
- Hymedesmia (Hymedesmia) stoneae Goodwin, Picton & van Soest, 2011
- Hymedesmia (Hymedesmia) storea Lundbeck, 1910
- Hymedesmia (Hymedesmia) stylata Lundbeck, 1910
- Hymedesmia (Hymedesmia) stylophora Thomas, 1970
- Hymedesmia (Hymedesmia) tendali Goodwin, Picton & van Soest, 2011
- Hymedesmia (Hymedesmia) tenuicula Lundbeck, 1910
- Hymedesmia (Hymedesmia) tenuisigma Lundbeck, 1910
- Hymedesmia (Hymedesmia) tenuissima (Dendy, 1905)
- Hymedesmia (Hymedesmia) thielei Alander, 1942
- Hymedesmia (Hymedesmia) trichoma Lundbeck, 1910
- Hymedesmia (Hymedesmia) truncata Lundbeck, 1910
- Hymedesmia (Hymedesmia) uchinourensis Hoshino, 1981
- Hymedesmia (Hymedesmia) umbelliformis Goodwin & Picton, 2009
- Hymedesmia (Hymedesmia) unguifera Burton, 1929
- Hymedesmia (Hymedesmia) valentinae Goodwin, Picton & van Soest, 2011
- Hymedesmia (Hymedesmia) velata Topsent, 1928
- Hymedesmia (Hymedesmia) veneta (Schmidt, 1862)
- Hymedesmia (Hymedesmia) verrucosa Lundbeck, 1910
- Hymedesmia (Hymedesmia) versicolor (Topsent, 1893)
- Hymedesmia (Hymedesmia) vomerula Topsent, 1928
- Hymedesmia (Hymedesmia) xavierae Goodwin, Picton & van Soest, 2011
- Hymedesmia (Hymedesmia) zetlandica Bowerbank, 1864
- Hymedesmia (Hymedesmia) croftsae Goodwin, Jones, Neely & Brickle, 2014
- Hymedesmia (Hymedesmia) laptikhovskyi Goodwin, Jones, Neely & Brickle, 2014
- Hymedesmia (Hymedesmia) lindstroemae Cárdenas & Tholleson, 2015
- Hymedesmia (Stylopus) acerata (Topsent, 1904)
- Hymedesmia (Stylopus) aequata Lundbeck, 1910
- Hymedesmia (Stylopus) antarctica Hentschel, 1914
- Hymedesmia (Stylopus) arndti (de Laubenfels, 1930)
- Hymedesmia (Stylopus) australiensis (Hentschel, 1911)
- Hymedesmia (Stylopus) australis (Bergquist & Fromont, 1988)
- Hymedesmia (Stylopus) coriacea (Fristedt, 1885)
- Hymedesmia (Stylopus) crami Goodwin & Picton, 2009
- Hymedesmia (Stylopus) dendyi Burton, 1930
- Hymedesmia (Stylopus) dermata Lundbeck, 1910
- Hymedesmia (Stylopus) fristedti (Topsent, 1916)
- Hymedesmia (Stylopus) hibernica Stephens, 1916
- Hymedesmia (Stylopus) indivisa Topsent, 1928
- Hymedesmia (Stylopus) lissostyla (Bergquist & Fromont, 1988)
- Hymedesmia (Stylopus) longurius Lundbeck, 1910
- Hymedesmia (Stylopus) mucronella Lundbeck, 1910
- Hymedesmia (Stylopus) nigrescens (Topsent, 1925)
- Hymedesmia (Stylopus) obtusata (Topsent, 1904)
- Hymedesmia (Stylopus) oculifera (Hentschel, 1911)
- Hymedesmia (Stylopus) odhneri (Alander, 1942)
- Hymedesmia (Stylopus) parvispicula Burton & Rao, 1932
- Hymedesmia (Stylopus) perlucida Calcinai, Bavestrello, Bertolino, Pica, Wagner & Cerrano, 2013
- Hymedesmia (Stylopus) pharos Goodwin, Brewin & Brickle, 2012
- Hymedesmia (Stylopus) primitiva Lundbeck, 1910
- Hymedesmia (Stylopus) pulposus (Topsent, 1925)
- Hymedesmia (Stylopus) stephensi Burton, 1930
- Hymedesmia (Stylopus) stylifera (Alander, 1942)
- Hymedesmia (Stylopus) tornotata Lundbeck, 1910